# Hystrichophora (vlinders)
Hystrichophora is een geslacht van vlinders uit de familie bladrollers (Tortricidae). De wetenschappelijke naam van het geslacht is voor het eerst geldig gepubliceerd in 1879 door Thomas de Grey Walsingham.
De typesoort van het geslacht is Hystrichophora leonana Walsingham, 1879.

## Soorten
- Hystrichophora asphodelana Kearfott, 1907
- Hystrichophora bopprei Agassiz, 2011
- Hystrichophora bussei Agassiz, 2014
- Hystrichophora decorosa Heinrich, 1929
- Hystrichophora griseana Agassiz, 2011
- Hystrichophora leonana Walsingham, 1879
- Hystrichophora loricana Grote, 1880
- Hystrichophora ochreicostana Grote, 1880
- Hystrichophora ostentatrix Heinrich, 1923
- Hystrichophora paradisiae Heinrich, 1923
- Hystrichophora roesleri Zeller, 1875
- Hystrichophora stygiana Diar, 1903
- Hystrichophora taleana Grote, 1880
- Hystrichophora vestaliana Zeller, 1875
- Hystrichophora vittana Agassiz, 2011